# سربیشه (گچساران)
سربیشه، روستایی از توابع بخش مرکزی شهرستان گچساران در استان کهگیلویه و بویراحمد ایران است.

## جمعیت
این روستا در دهستان امامزاده جعفر قرار دارد و براساس سرشماری مرکز آمار ایران در سال ۱۳۸۵، جمعیت آن ۱٬۱۸۴ نفر (۲۵۳خانوار) بوده‌است. مردم این روستا به زبان ترکی قشقایی صحبت میکنند.